# Port lotniczy Pietrozawodsk
Port lotniczy Pietrozawodsk (ros. Аэропорт Петрозаводск, ang. Petrozavodsk Airport, kod IATA: PES, kod ICAO: ULPB) – port lotniczy położony 12 kilometrów od Pietrozawodska, w Republice Karelii, w Rosji.

## Linie lotnicze i połączenia
| Linia lotnicza        | Kierunek |
| --------------------- | --- |
| Severstal Air Company | 1. Królewiec 2. Mineralne Wody 3. Moskwa-Domodiedowo 4. Moskwa-Szeremietiewo 5. Soczi 6. Jekaterynburg Sezonowo: 1. Czerepowiec 2. Magas |
| UVT Aero              | 1. Kazań |

## Katastrofy i wypadki
- 20 czerwca 2011 - Tupolew Tu-134 linii RusAir, lecący z Moskwy rozbił się podczas podchodzenia do lądowania. W wyniku katastrofy śmierć poniosły 44 osoby, a osiem w stanie krytycznym trafiło do szpitala[1].